# Protopolyclinidae
Protopolyclinidae zijn een familie van zakpijpen (Ascidiacea) uit de orde van de Aplousobranchia.

## Geslachten
- Condominium Kott, 1992
- Monniotus Millar, 1988
- Protopolyclinum Millar, 1960